# Leioproctus subvigilans
Leioproctus subvigilans är en biart som först beskrevs av Cockerell 1914.  Leioproctus subvigilans ingår i släktet Leioproctus och familjen korttungebin. Inga underarter finns listade i Catalogue of Life.